# SÍF Sandavágur
SÍF Sandavágur (SÍF) of Sandavágs Ítróttafelag is een voetbalclub op de Faeröer-eilanden uit Sandavágur op het eiland Vágar.
Hoewel SÍF al in 1906 werd opgericht zou SÍF slechts drie keer op het hoogste niveau spelen. Dit was in 1989, 1990 en in 1992.
Op 18 december 1993 ging SÍF een samenwerkingsverband aan met MB Miðvágur en SÍ Sørvágur onder de naam FS Vágar en in de periode 1995-1997 en 2000 zou deze coalitie ook in de 1.Deild (op dat moment de hoogste klasse) spelen. In 2004 werd dit samenwerkingsverband weer verbroken en gingen de participanten weer ieder hun eigen weg.
SÍF speelde voor het laatst in de 3.Deild (dit is de vierde klasse van de FSF). In 2012 sloot de voetbalafdeling zich aan bij 07 Vestur nadat eerder SÍ Sørvágur dit al gedaan had. Tegenwoordig neemt de club niet meer deel aan de voetbalcompetitie, wel wordt onder de oude naam in de jeugdcompetities deelgenomen.